# Ebel
Pour les articles homonymes, voir Ebel (homonymie).
Ne doit pas être confondu avec l'EBEL, le championnat d'Autriche de hockey sur glace.
Ebel est une fabrique d'horlogerie fondée à La Chaux-de-Fonds le 15 juillet 1911 par Eugène Blum et sa femme Alice Lévy. L'origine du nom de la marque EBEL vient des initiales de "Eugène Blum Et Lévy".

## Historique
Ebel est une fabrique d'horlogerie fondée à La Chaux-de-Fonds en 1911 par Eugène Blum et sa femme Alice (née Lévy),. Ebel était l'une des 9 entreprises horlogères appartenant à une famille juive à La Chaux-de-Fonds entre 1890 et 1914,.  
Très vite, l'originalité et la perfection technique des modèles Ebel lui valurent d'être distinguée dans les expositions internationales. Lorsque la marque remporte un prix pour une montre à anneau en 1914, les restrictions sociétaires et le manque de reconnaissance envers les femmes à l'époque sont évidentes, comme en témoigne l'inscription sur le certificat du prix : "Messieurs Blum & Cie, Fabrique Ebel La Chaux-de-Fonds".  
Dès 1929, Charles Blum, le fils d’Eugene et Alice, diversifie la gamme qui devient accessible à une clientèle plus modeste. La marque connaît alors un essor important. Dans les années 1970, en pleine crise horlogère, Pierre-Alain Blum, le petit-fils des fondateurs, insuffle un souffle nouveau, en particulier par le lancement de la montre "Sport Classic" (1977), devenue le symbole de la marque, et par l'introduction d'une nouvelle politique de marketing fondée sur le sponsoring sportif et culturel, avec notamment l'achat et la restauration en 1986 de la Villa turque de Le Corbusier, transformée en centre de relations publiques. 
Après avoir été l'une des seules fabriques horlogères chaux-de-fonnières à avoir survécu aux crises du XXe, Ebel est cédé au groupe Investcorp. en 1994 à la suite de diversifications financières hasardeuses et rejoint en 1999 le groupe français LVMH. En 2000, Ebel emploie 420 personnes, dont 286 à La Chaux-de-Fonds. L'entreprise possède des filiales aux États-Unis et en Allemagne et produit annuellement plus de 100 000 montres, dont 42% sont destinées aux États-Unis et 13% à l'Asie. En 2004, Ebel a été racheté par le groupe américain Movado, qui a également ses origines avec une famille juive à La Chaux-de-Fonds.